# 龍ノ口町
龍ノ口町（たつのくちちょう）は、愛知県名古屋市北区にある地名。現行行政地名は龍ノ口町1丁目から龍ノ口町3丁目。住居表示未実施。

## 地理
名古屋市北区中央部に位置する。東は瑠璃光町、西は木津根町・黒川に残る下飯田町字狐向を挟み辻本通、南は憧旛町、北は真畔町に接する。西から順に1丁目から3丁目がある。

## 歴史

### 町名の由来
黒川開削の際に作られた、御用水南部の悪水を黒川に流す樋に吹く風の音が竜の鳴き声を連想させたことから名付けられたという。

### 沿革
- 1932年（昭和7年）9月1日 - 下飯田町字下流・五幡田の各一部をもって成立[1]。

## 世帯数と人口
2019年（平成31年）1月1日現在の世帯数と人口は以下の通りである。
| 町丁     | 世帯数  | 人口  |
| -------- | ------- | ----- |
| 龍ノ口町 | 301世帯 | 633人 |

## 学区
市立小・中学校に通う場合、学校等は以下の通りとなる。また、公立高等学校に通う場合の学区は以下の通りとなる。
| 番・番地等 | 小学校               | 中学校               | 高等学校 |
| ---------- | -------------------- | -------------------- | -------- |
| 全域       | 名古屋市立名北小学校 | 名古屋市立若葉中学校 | 尾張学区 |

## その他

### 日本郵便
- 郵便番号 : 462-0869[3]（集配局：名古屋北郵便局[9]）。